# Dark Tourist
Dark Tourist est une série télévisée, documentaire, de Netflix, traitant du phénomène du tourisme noir, une forme controversée de tourisme qui consiste à organiser la visite payante de lieux étroitement associés à la mort, à la souffrance ou à des catastrophes. Elle est présentée par le journaliste David Farrier et diffusée sur Netflix depuis le 20 juillet 2018,, en une saison composée de huit épisodes d'une quarantaine de minutes.

## Synopsis
Cette série documentaire montre David Farrier explorer la face macabre et glauque du tourisme en huit épisodes, où chacun d'eux est consacré à un pays ou continent, eux-mêmes divisés en trois attractions touristiques morbides par destination.

### Épisode 1:Latin America
David Farrier entame son long voyage, dans le premier épisode dans l’Amérique Latine, où à Medellín il étudie l'héritage de Pablo Escobar accompagné de Popeye, avant de se rendre à la Catedral et à Mexico où il rencontre des adeptes de Santa Muerte. Il fait ensuite l'expérience d'un faux passage frontalier illégal aux États-Unis, événement qui sera par la suite, sujet à de nombreuses controverses.

### Épisode 2:Japan
Dans le deuxième épisode, le journaliste se consacre au Japon. Il se rend à Tomioka dans la province de Fukushima, tristement célèbre, pour ses diverses catastrophes, notamment climatiques, ayant entraînées une catastrophe nucléaire avec l’explosion de la station Dachii. Catastrophe nucléaire ayant donné à un nouveau business: le tourisme nucléaire, qui sera le sujet d’intérêt du journaliste. Mais il découvre des niveaux de rayonnement plus élevés que prévu. Il s'arrête ensuite dans un hôtel tenu uniquement par des robots du parc à thème Huis Ten Bosch (Japon) avant d'arriver à Aokigahara; connue pour son nombre important de suicide. Le séjour de David au Japon touche à sa fin sur l’île Ha-shima qui a été l'un des lieux les plus densément peuplés au monde, jusqu'à son abandon en 1974 à la suite de la baisse de l'activité minière.

### Épisode 3:United States
Dans l'épisode trois, David Farrier se rend dans le Milwaukee, aux Etats Unis, où il participe à un circuit touristique consacré au « le cannibale de Milwaukee » Jeffrey Dahmer, puis il rencontre de son avocate Wendy Patrickus.
. Tout ça, avant de se rendre à Dallas où il entreprend deux tournées concernant l'assassinat John Fitzgerald Kennedy. Le journaliste finira son séjour en Amérique, en compagnie de personnes se considérant vampires à Nouvelle-Orléans.

### Épisode 4:The Stans
A l'épisode quatre, le journaliste visite le site expérimental de Semipalatinsk, le principal site d’essais pour les armes nucléaires de l’Union soviétique, lors d'une visite de la ville de Kourtchatov, au Kazakhstan. Traversant ensuite le Kazakhstan, pour destination Baïkonour, ville fermée et foyer du programme spatial soviétique. Passant la frontière, David se rend dans la capitale turkmène Achgabat, où il voit le culte de la personnalité construit autour du président Gurbanguly Mälikgulyýewiç Berdimuhamedow. Après avoir échoué à visiter la Porte de l'Enfer et un bref voyage à l'hôpital, David assiste à la cérémonie d'ouverture des Jeux asiatiques en salle 2017.

### Épisode 5:Europe
Lors du cinquième épisode, la plus grande reconstitution au monde de la Seconde Guerre mondiale sera sujette à fascination pour le journaliste, à Maidstone au Royaume-Uni, David Farrier vivra une simulation, où il sera projeté au cœur de la bataille. Il visitera ensuite un musée controversé à Littledean qui comprend une exposition consacrée à Fred West et Rose West ainsi qu’un abat-jour de la période nazie en peau humaine. À la suite de son voyage au musée, David Farrier reçoit un appel de Charles Bronson, criminel britannique souvent cité dans la presse comme le prisonnier le plus violent de Grande-Bretagne. Il part ensuite pour Chypre où il tente de se faufiler à Famagouste, ville fantôme fortifiée.

### Épisode 6:Southeast Asia
Pour le sixième épisode, le journaliste se rend dans un stand de tir de Phnom Penh où l'on peut tester des armes, celui-ci est tenu par l'armée cambodgienne. Se rendant au Myanmar, David Farrier visite la toute nouvelle capitale Naypyidaw, il découvre une ville déserte. Puis il part en avion pour l'Indonésie, il rencontre un Toraja qui se « repose » depuis deux ans et participe au rituel funéraire Ma'nene.

### Épisode 7:Africa
Pour cet avant dernier épisode, le septième, David Farrier en apprend plus sur le vaudou et se soumet à un rite de disciple vaudou sous le dieu Thron, lors de sa visite à Ouidah, au Bénin. Puis il assiste à une cérémonie Kokou bien plus violente au Lac Nokoué avec les tofinu qui vivent sur l’île de Ganvié. Voyageant à Johannesburg, le journaliste enquête sur le canton d'Alexandra, afin de voir à quel point de tels townships sont dangereux. Le séjour de David Farrier en Afrique du Sud touche à sa fin à Orania, où il rencontre un petit groupe d'afrikaners avant de se déplacer plus au nord à Randfontein pour rencontrer des survivalistes Suidlanders.

### Épisode 8:Back in the USA
De retour aux États-Unis, c'est la fin du voyage, le dernier épisode, le journaliste arrive à Los-Angeles,  où il participe à une tournée des meurtres de la Famille Manson. Il survole le pays vers le Kentucky, où il visite une réplique à grande échelle de l'Arche de Noé avant de rencontrer des survivalistes en Virginie. Son dernier arrêt est dans le Tennessee, où il visite  « la maison hantée la plus effrayante d'Amérique », McKamey Manor.

## Controverse
Le quotidien britannique The Guardian classe cette série dans la « tendance récente à produire de la télévision titillante à partir des lieux problématiques du monde ».